# Liste von Tibetologen
Die Liste von Tibetologen führt zu den Biographien von Tibetologen, also den Forschern, die sich wissenschaftlich mit der Geschichte, Kultur, Sprache und Politik Tibets auseinandersetzen und die erhebliche bzw. einflussreiche Beiträge zum Fachgebiet geleistet haben.
Die Liste ist sehr unvollständig und enthält ausschließlich Namen von Forschern aus China und Tibet; für ein Verzeichnis aller Tibetologen mit Artikeln in Wikipedia siehe Kategorie:Tibetologe.
Als Begründer der modernen Tibetologie im Westen gilt der Ungar Alexander Csoma de Kőrös. 

## Bedeutende Tibetologen
Einige Namen sind zusätzlich mit der Umschrift nach Wylie (kursiv) und auf Chinesisch angegeben.
- Chabpel Tsheten Phüntshog (chab spel tshe brtan phun tshogs; Qiabai Cidan Pingcuo 恰白·次旦平措)
- Chen Qingying 陈庆英
- Döndrub Wangbum (don grub dbang 'bum; Danzhu Angben 丹珠昂奔)
- Dorje Gyelpo (rdo rje rgyal po; Duojie Jiebo 多吉杰博; 1913–1992)
- Dorshi (dor zhi; Duoshi 多识 bzw. Duoshi Dongzhou Ningluo 多识•东舟宁洛)
- Dungkar Lobsang Thrinle (dung dkar blo bzang 'phrin las; Dongga Luosang Chilie 东嘎•洛桑赤列)
- Gyurme Dorje
- Huang Hao 黄颢
- Li Anzhai 李安宅
- Li Shuangjian 李双剑
- Liu Liqian 刘立千
- Madrong Migyur Dorje (ma grong mi 'gyur rdo rje; Machong Mingjiu Duoji 马冲•明久多吉)
- Mo Fushan 莫福山
- Norde (nor sde; Dong Geze Nuoerde 董•格泽•诺尔德)
- Nordrang Orgyen (nor brang o rgyan; Nuochang Wujian 诺昌•吴坚)
- Nyenshül Khyenrab Ösel (nyan shul mkhyen rab 'od gsal; Nianxu Qinrao Weise 年需•钦绕威色)
- Phüntshog Dorje (longs khang phun tshogs rdo rje; Longkang Pingcuo Duoji 龙康•平措多吉)
- Phuchung Wangdu (phu chung dbang 'dus; Puqiong Wangdui 普琼旺堆)
- Pu Wencheng 蒲文成
- Sönam Peljor (bsod nams dpal 'byor; Suolang Banjue 索朗班觉)
- Sönam Wangdu (bsod nams dbang 'dus; Suolang Wandui 索朗旺堆)
- Tendzin Tshewang (bstan 'dzin tshe dbang; Danzhen Ciwang 旦真次旺)
- Thubten Nyima (thub bstan nyi ma; Tudeng Nima 土登尼玛)
- Tshering Thar (tshe ring thar; Cairang Tai 才让太)
- Tsheten Shabdrung (tshe tan zhabs drung; Caidan Xiarong 才旦夏茸 bzw. 才旦夏茸•久美柔贝洛珠)
- Tshewang Gyurme (tshe dbang 'gyur med; Ciwang Junmei 次旺俊美)
- Wang Yao 王尧
- Wang Yinuan 王沂暖
- Zhou Runnian 周润年